# 모헨조 다로 (영화)
모헨조 다로(Mohenjo Daro)는 인도에서 제작된 아슈토쉬 고와리커 감독의 2016년 액션, 모험, 드라마, 멜로/로맨스 영화이다. 리틱 로샨 등이 주연으로 출연하였고 시따하트 로이 카푸르 등이 제작에 참여하였다.

## 출연

### 주연
- 리틱 로샨
- 푸자 헤그데
- 카버 베디

### 조연
- 아루노다이 싱
- 수하시니 물레이
- 니티쉬 바라와지